# Claire Coffee
Claire Coffee (San Francisco, 14 april 1980) is een Amerikaanse actrice.

## Biografie
Coffee begon op haar zesde professioneel theater te spelen en speelde ook op school in theater en musicals.
Ze studeerde aan de Northwestern-universiteit af met een bachelor in theater.
In 2003 kwam ze een paar aflevering terug in de serie The West Wing en van 2007 tot 2009 vertolkte ze een vast personage in General Hospital.
In 2009 schreef en regisseerde ze de kortfilm Chelsey & Kelsey Are Really Good Roommates.
In 2011-12 had ze een rol in de horrorserie Grimm en de komische reeks Franklin & Bash.
Tussenin speelde ze vooral gastrollen, speelde ze in televisiefilms en doet ze reclamewerk.

## Filmografie
- Gemeinsame Normdatei: 1223946150
- International Standard Name Identifier: 0000 0003 8460 5228
- Library of Congress Control Number: no2012136106
- Virtual International Authority File: 277031660
- WorldCat: E39PBJd8bF9PjY4Mxg6qPKYMfq